# A Rainy Night in Soho
«A Rainy Night in Soho» — песня, написанная Шейном Макгоуэном и исполняемая его коллективом The Pogues.

## О песне
«A Rainy Night in Soho» была записана в 1986 году и впервые вышла на мини-альбоме Poguetry in Motion. В студии было записано несколько версий песни, поначалу широкой аудитории стали известны две из них. Автор «A Rainy Night in Soho» Шейн Макгоуэн и продюсер Элвис Костелло разошлись в своём видении финальной версии: Шейн предпочёл версию с участием корнета, Элвис — с участием гобоя. В итоге версия с гобоем вошла в американское и канадское издание Poguetry in Motion, а версия с корнетом — в издание во всех других странах. Гобойную версию «A Rainy Night in Soho» также можно услышать на переизданном и расширенном альбоме Rum, Sodomy, and the Lash. В 1991 году появилась третья, наиболее распространённая версия песни, содержащая оба музыкальных инструмента. Сперва она вошла в переиздание оригинального Poguetry in Motion, позже — в переизданную и расширенную версию альбома Hell’s Ditch. На эту версию также было снято музыкальное видео и именно она в 1991 году вышла синглом. Всего же, по воспоминаниям гитариста The Pogues Фила Шеврона, «было что-то около 13 версий…» «A Rainy Night in Soho». Эти записи, в основном с незначительным различием в звучании, можно найти на различных сборниках и бутлегах. «A Rainy Night in Soho» является одной из самых популярных песен The Pogues, сразу же после записи она стала часто исполняться на концертах и исполняется до сих пор, после воссоединения группы в 2001 году.
Позже к «A Rainy Night in Soho» обратился старый друг Макгоуэна Ник Кейв. В 1992 году вышел совместный сингл Кейва и Макгоуэна What a Wonderful World, включающий исполнение известной песни Луи Армстронга дуэтом, а также две дополнительные композиции: кавер Шейна на «Lucy» Ника, и кавер Ника на «A Rainy Night in Soho». Кейву аккомпанирует его коллектив The Bad Seeds, в новой версии «A Rainy Night in Soho» преобладает фортепиано. Вскоре после выхода сингла музыканты посетили эфир ночного шоу Джулса Холланда, где исполнили вновь записанные песни. В 1997 году Ник вновь сыграл «A Rainy Night in Soho», для документальной передачи о Шейне «The Great Hunger: The Life and Songs of Shane MacGowan». Последняя версия песни была существенно проще в музыкальном плане. Кейв пел и играл на рояле в одиночку, без аккомпанемента.